# Hans Max von Aufseß

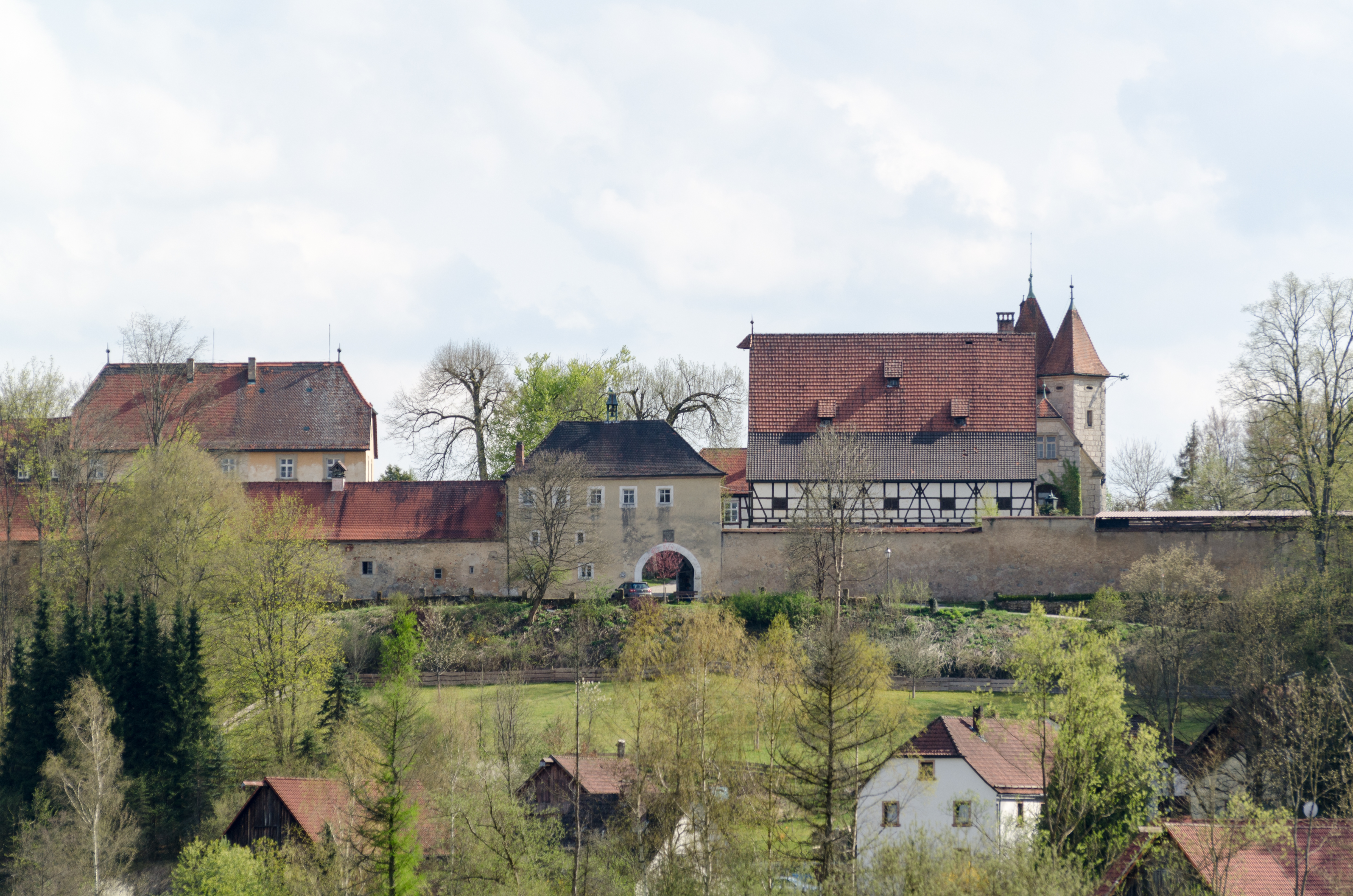
Burg Oberaufseß

Hans Max Freiherr von Aufseß (geboren am 4. August 1905 in Berchtesgaden; gestorben am 22. November 1993) war ein deutscher Schriftsteller, der bevorzugt zu Themen der fränkischen Kulturgeschichte publizierte. Der Großneffe von Hans Freiherr von und zu Aufseß, dem Gründer des Germanischen Nationalmuseums in Nürnberg, lebte und schrieb auf seiner Burg Oberaufseß in Oberfranken.

## Leben
Hans Max von Aufseß, Sohn von Lilli von Aufseß, geborene von Hofenfels, und des Ministerialrats Ernst von Aufseß sowie Großneffe von Hans von Aufseß, dem Gründer des Germanischen Museums in Nürnberg, studierte Rechts- und Forstwissenschaften, absolvierte das Große juristische Staatsexamen und ließ sich 1934 als Anwalt in Naila nieder. Im Zweiten Weltkrieg war von Aufseß, der gut Französisch und Englisch sprach, bei der deutschen Spionageabwehr im besetzten Paris tätig, bevor er 1941 zunächst als Stellvertreter, 1942 dann als Leiter der deutschen Zivilverwaltung auf die britischen Kanalinseln versetzt wurde. Die britischen Kanalinseln waren seit Sommer 1940 von der Wehrmacht besetzt. Im Rahmen seiner Tätigkeit lassen sich Hinweise auf eine moderierende Rolle von Aufseß’ finden, der bemüht war, zwischen britischer Zivilbevölkerung und deutscher Besatzung zu vermitteln und Übergriffe zu vermeiden. Dennoch kann nicht verschwiegen werden, das von Aufseß Teil eines völkerrechtswidrigen Besatzungsregimes war, das auf den Inseln auch Zwangsarbeiter unter menschenunwürdigen Bedingungen beschäftigte. Unter seiner Verantwortung als Verwaltungschef der britischen Kanalinseln bis 1945 wurden 1944 die Künstlerinnen Claude Cahun und Marcel Moore auf der Insel Jersey festgenommen. Diese hatten ihr künstlerisches Tun für den Widerstand gegen die Nazis benutzt. Aufseß beschreibt in seinen Tagebüchern die beiden Festgenommenen als „zu einer unangenehmen Kategorie“ gehörend, deren Haus mit „hässlichen kubistischen Gemälden vollgestopft war“. Dennoch wurde er nach Kriegsende von manchen Briten für seine Amtsführung gerühmt. Im Mai 1945 geriet er mit der Kapitulation der deutschen Besatzungstruppen auf den Kanalinseln in britische Kriegsgefangenschaft.
Hans Max von Aufseß war evangelisch, hatte 1934 Marilie von Klipstein geheiratet und wurde Vater der Kinder Uta, Cordula und Michael. Marilies von Aufseß wurde im August 1944 wegen regierungskritischer Äußerungen von der Gestapo verhaftet.
In der für die deutsche Aristokratie typischen Mischung aus snobistischem Abscheu vor dem Nazi-Parvenü und gleichzeitigem Konsens mit deren Kriegszielen und Methoden schrieb von Aufseß in seinem Essay Nürnbergs Aufstieg aus Sand - und Asche über die Stadt: „So kann es nur als einer der vielen fatalen Irrtümer Hitlers bedauert werden, dass dieser anmaßende, größte Scharlatan und Halbgebildete aller Zeiten, in Schändung des Gastrechts, das einst den deutschen Kaisern in Nürnberg gewährt worden ist, seine Paraden der Reichsparteitage und Mammutgebäude der maßlosen Hybris dorthin verlegte.“ Derartige nach 1945 getätigte Äußerungen stehen allerdings im Gegensatz zur NSDAP-Mitgliedschaft des Freiherrn. Hans Max von Aufseß trat laut Liste zum 1. Mai 1933 in die NSDAP ein (Mitgliedsnummer 2.524.705). Der Freiherr war zwar kein überzeugter Nationalsozialist, teilte allerdings bis 1945 einige Grundannahmen der NS-Ideologie. Der Parteieintritt folgte vermutlich aus Opportunismus. Als gerade zugelassener Anwalt zu Beginn einer Karriere wird von Aufseß der Parteieintritt notwendig erschienen sein. Von 1945 bis 1947 war er im nordenglischen NS-Umerziehungslager Camp 18 (Featherstone Park) interniert. Die dortige Umerziehung war im Fall des Freiherrn erfolgreich. Nach 1945 hat sich von Aufseß überzeugend vom Nationalsozialismus abgewendet. Eine kritische Würdigung der Tätigkeit des Freiherrn auf den Kanalinseln erschien 2020.
Im Tagebuch aus der Okkupationszeit der britischen Kanalinseln nennt Aufseß den Nationalsozialismus dennoch gelegentlich eine gute Idee, die böse realisiert wurde. Was er aber an ihm gut fand, bleibt unerwähnt, wohl aber, was ihn störte: die furchtbare „Sturheit“, Ungelenkigkeit, Maßlosigkeit. Über Hitler schreibt er: „plump, ungeistig, einseitig ausgerichtet“.
Hans Max von Aufseß, der sich selbst häufig HMA nannte, ließ sich nach seiner Entlassung aus der Kriegsgefangenschaft 1947 als Anwalt in einer Kanzleigemeinschaft zuerst in Bamberg, wo er auch für das Oberlandesgericht tätig war, später in Naila nieder und war ab 1959 in Coburg Generaldirektor der Herzoglichen Familienverwaltung Haus Sachsen-Coburg-Gotha. Kein Essayist des 20. Jahrhunderts hat so viel über Nürnberg, Fürth, Erlangen, Bamberg, Bayreuth, über jedes Zentrum, jede Stadt und jedes Dorf in Franken gewusst, geschrieben und in Radiosendungen vorgetragen wie Hans Max von Aufseß, „ein sprachgewaltiger Anwalt fränkischer Eigenart“. Von Aufseß war Mitglied der Rotarier.
Im Jahr 1971 erhielt er den Joseph-E.-Drexel Preis. 1972 wurde er mit dem Kulturpreis der oberfränkischen Wirtschaft ausgezeichnet. Der Frankenwürfel, die höchste Auszeichnung für fränkischen Humor, die von den drei fränkischen Regierungsbezirken vergeben wird, geht auf sein Buch Der Franke ist ein Gewürfelter von 1983 zurück. 1986 erhielt er von den Münchner Turmschreibern den Bayerischen Poetentaler.
1972 erhielte er von dem Landrat Franz-Josef Kaiser aus Ebermannstadt den Kulturpreis des Fränkische-Schweiz-Vereins, 1980 bekam er den Wolfram-von-Eschenbach-Preises des Bezirks Mittelfranken; im gleichen Jahr würdigte der Landkreis Bayreuth sein literarisches Schaffen mit einem erstmals vergebenen Kulturpreis. Am 11. November 1997 wurde ihm der Frankenwürfel posthum verliehen.

## Werke
- Bilderbogen der Britischen Kanalinseln. 1942.
- Tagebuch aus der Okkupationszeit der britischen Kanalinseln 1943–1945, Osburg Verlag, Hamburg 2020, ISBN 978-3-95510-217-3
- Burg Aufseß – Lebensbild einer fränkischen Ritterburg. 1956.
- In Franken fangen sich die Winde. 1960.
- ... und hier röhrt sich was. 1962.
- Nuremberg. in englischer Sprache; 1962.
- Nürnberg schaut nicht mehr durch Butzenscheiben. 1963.
- Don Quijote in Franken. 1965.
- Zauber der Geste. 1965.
- Fränkische Impressionen. 1966.
- Erlangen – Das Reißbrett im Frankenland. 1966.
- Nürnberg. 1967.
- Eine Fränkin gewinnt Weimar. 1967.
- Die Wendeltreppe : 20 Essays. 1968.
- Ulrich von Hutten – Publizist und Partisan. 1970.
- Mainfranken in Farben und Konturen. Mitautor; 1970.
- Franken in Farben. Mitautor; 1971 , ISBN 3-7991-5671-2.
- Die Vielfalt Frankens. 1971, ISBN 3-920701-36-4.
- Des Reiches erster Konservator : Hans von Aufseß. 1972.
- Wunsiedels großer Auftritt im Biedermeier. 1976.
- Burgen 1976, ISBN 3-7991-5888-X
- Frankens offene Türen : 14 Essays. 1977, ISBN 3-920701-49-6.
- Fränkische Impressionen. 1980, ISBN 3-920701-59-3.
- Der Landkreis Kronach. Mitautor; 1981, ISBN 3-921615-43-7.
- Der Franke ist ein Gewürfelter. 1983, ISBN 3-921615-52-6.
- Romantik vor der Tür: Mit Feder und Pinsel durch die Fränkische Schweiz. 1983, ISBN 3-922716-12-1.
- Buntgewürfeltes Oberfranken oder die Konstitution einer Konfusion. Mitautor 1984.
- Seitensprünge. 1984.
- The von Aufsess occupation diary, Chichester : Phillimore, 1985, ISBN 0-85033-543-4
- Fränkische Schweiz. Mitautor, 1989.
- Burgen. 1990, ISBN 3-7991-5888-X.
- Meine Fränkische Schweiz. 1991.
- Impressions of the channel Islands. 1991, ISBN 0-86120-034-9.
- Tagebuch aus der Okkupationszeit der britischen Kanalinseln 1943–1945, hrsg. v. Tobias Arand. Hamburg: Osburg 2020, ISBN 978-3-95510-217-3